# Kamakazie Timez Up
Kamakazie Timez Up é o álbum de estúdio do grupo de hip hop americano The Kaze álbum foi lançado em 15 de setembro de 1998 o álbum contou com grandes produções de rappers como Juicy J, Project Pat, DJ Paul.

## Faixas
1. Next 1:17
2. Move Mutha Fucka 3:53
3. Hard Not to Kill 3:48
4. Crakin' Jaws 4:24
5. On My Ass 3:39
6. Pure Anna 4:40
7. Ain't No Klan 4:09
8. Niggas Got Me Fucked Up 3:47
9. Felt the Pain 4:01
10. Like to Get Away 4:50
11. All About My Hustle 4:29
12. Itchy Finger 4:00
13. Situation Gone Bad 3:58
14. Lock Down 4:17
15. Time's Up 4:12